# أ. جنكينز
أ. جنكينز (بالإنجليزية: A. J. Jenkins)‏ (و. 1989  م) هو لاعب كرة قدم أمريكية، من الولايات المتحدة، ولد في جاكسونفيل، فلوريدا، يلعب كمستقبل واسع ‏.

## التعليم
تعلم في جامعة إلينوي ‏.

## روابط خارجية
- أ. جنكينز على موقع إي إس بي إن.كوم (أن.أف.أل)3
- أ. جنكينز على موقع مرجع كرة القدم المحترفة.كوم (الإنجليزية)